# فن المملكة المصرية الوسطى
تحدد المملكة المصرية الوسطى فترة من الحضارة المصرية القديمة تمتد من حوالي 2055 إلى 1650 قبل الميلاد (الأسرة المصرية الحادية عشر حتى الأسرة المصرية الثالثة عشر). خلال هذه الحقبة، تم إعادة تصور المبادئ الثقافية التي وضعت في بداية الحضارة المصرية وتم تقنينها في عصر المملكة المصرية القديمة، بما في ذلك أيديولوجية الملكية، وتنظيم المجتمع، والممارسات الدينية، ومعتقدات الحياة الآخرة، والعلاقات مع الشعوب المجاورة. تشهد هذه التحولات في العمارة والنحت والرسم والزخرفة البارزة واللوحات والمجوهرات والممتلكات الشخصية والأدب.
يتم الحفاظ على العديد من آثار المملكة الوسطى بشكل سيئ، مما يساهم في الافتقار النسبي للعصر إلى الأهمية الحديثة. نظرًا لأن المعابد المصرية المخصصة للآلهة غالبًا ما تم استبدالها بالملوك المتعاقبين، فلم يبقَ تقريبًا أي معابد من الدولة الوسطى قائمة. شُيِّدت العديد من أهرامات الدولة الوسطى بقلب من الطوب اللبن تآكل بعد أن أزال لصوص الحجر القدامى غلافها من الحجر الجيري. إن قلة الاهتمام بآثار المملكة الوسطى أمر مؤسف، حيث كانت هذه فترة من الأعمال الفنية الجميلة التي تم تقديمها بمهارة وحساسية كبيرين.
يبدو أن المملكة القديمة السابقة كانت عصر الثقة المطلقة. ويتجلى ذلك في الأهرامات، والآثار الشاهقة من الحجر الصلب التي تشهد على المهارات التنظيمية المتطورة في ذلك العصر؛ المنحوتات التي تصور الأفراد الشباب الواثقين من أنفسهم؛ والنقوش واللوحات التي تصور مناظر طبيعية وفيرة. تُظهر أكثر الأعمال الفنية إنجازًا في ذلك العصر شخصية آسرة وانطباعًا عامًا عن الهدوء والاتزان.

## مقابر المملكة المصرية الوسطى
استمر بناء المقابر الكبرى والملكية للمتوفى خلال عصر الدولة الوسطى المزدهرة وظلت الممارسات الجنائزية الملكية في المملكة الوسطى كما هي في المملكة القديمة، حيث استمر الملوك في بناء الأهرامات لدفنهم. على عكس المملكة المصرية القديمة، لم تكن الأهرامات الملكية في المملكة الوسطى جيدة البناء، ولا يزال عدد قليل منها هياكل هرمية اليوم. ومن بين القبور التي شُيدت في هذا الوقت نصب جنائزي لأمنمحات الأول في اللشت. النصب الجنائزي سيسوستريس الأول؛ هرم أمنمحات الثالث في حوارة، والذي يتضمن متاهة معقدة؛ وهرم سنوسرت الثاني في إيلاهون. انخفض بناء الأهرامات في نهاية الأسرة المصرية الثانية عشر، حيث أدى عدم الاستقرار إلى تدهور الدولة الوسطى.
ظلت سلع الدفن شائعة في المقابر. بدءًا من الفترة الانتقالية الأولى، أصبحت النماذج الخشبية شائعة جدًا، وغالبًا ما تصور الأنشطة اليومية التي توقع المتوفى الاستمرار في القيام بها في الحياة الآخرة. كان التابوت القياسي مستطيلًا ومزينًا بألوان زاهية، وغالبًا ما يحتوي على صيغة القرابين. على عكس المملكة القديمة، لم تكن الأشياء ذات الاستخدام اليومي مدرجة في المقابر؛ ومع ذلك، فقد عاودوا الظهور في نهاية المملكة الوسطى.
تم إدخال أشياء جديدة أخرى في نهاية عصر الدولة الوسطى أيضًا، بما في ذلك الشبتس الأول (المعروف أيضًا باسم أوشبتي) والجعران الأول. كانت شبتيس تماثيل جنائزية وُضعت في مقابر الموتى لمساعدتهم في الآخرة. استخدم من المملكة الوسطى حتى نهاية العصر البطلمي بعد ما يقرب من 2000 عام، وكان معظم الشابتس صغير الحجم، وغالبًا ما يغطي الأرضية حول تابوت. كان الشبت الاستثنائي بحجم أكبر، أو تم إنتاجه كعمل رئيسي فريد من نوعه. تم تمييزها عمومًا عن التماثيل الأخرى من خلال نقشها باسم المتوفى وألقابه وغالبًا مع تعويذات من نصوص التابوت. تم إنشاء شبتيس للعمل كخدم للمتوفى، لأداء العمل اليدوي الضروري لوفرة الوجود في الآخرة.
كان الجعران تميمة شائعة يعتقد أنها حماة للمنتجات المكتوبة. تم استخدام الجعران أيضًا كحامل أو وسيط لأختام الاسم الشخصي. كان تمثال الجعران ينحت من الحجر، ثم على بطن الجعران الأملس، تم نقش الختم.
تغيير آخر في الممارسات الجنائزية خلال هذا الوقت يتعلق بالمصريين غير الملكيين. على عكس المواقف النخبوية للمملكة القديمة تجاه الآلهة، شهدت المملكة الوسطى زيادة في تعبيرات التقوى الشخصية وما يمكن تسميته إضفاء الطابع الديمقراطي على الحياة الآخرة. في هذه النظرة للعالم، يمتلك كل الناس روحًا ويمكن الترحيب بهم في صحبة الآلهة بعد الموت.
في المملكة القديمة، كانت نصوص الأهرام، التي تحتوي على تعاويذ لمساعدة الموتى على الوصول إلى الحياة الآخرة بنجاح، متاحة فقط للنخبة. خلال عصر الدولة الوسطى، تمكن المصريون من خارج مستويات النخبة في المجتمع من الوصول إلى هذه الأدبيات الجنائزية وبدأوا في دمجها في مدافنهم. توسعت نصوص التابوت، كما يسميها العلماء، في نصوص الهرم، حيث قدمت تعويذات جديدة وتضمنت تغييرات طفيفة لجعلها أكثر ارتباطًا بالنبلاء. كما هو موضح في الصورة أدناه، يمكن أن تظهر نصوص التابوت كلوحات أو نقوش على داخل التابوت. نظرًا لمحدودية أسطح الكتابة لبعض هذه الكائنات، غالبًا ما كانت التعويذات مختصرة، مما أدى إلى ظهور إصدارات طويلة وقصيرة.
على عكس نصوص الهرم، التي تركز على العالم السماوي، تؤكد نصوص التابوت على العناصر الجوفية للحياة الآخرة التي حكمها أوزوريس في مكان يسمى دوات. كان للناس من جميع الطبقات الوصول إلى هذه الحياة الآخرة، حيث سيحكم عليهم أوزوريس ومجلسه وفقًا لأفعالهم في الحياة. يوصف هذا العالم بأنه يحتوي على كائنات مهددة، وفخاخ، وشراك يجب أن يكون المتوفى مستعدًا لها. كانت التعويذات في نصوص التابوت تهدف إلى مساعدة المتوفى على مواجهة هذه العوائق.

## الألواح الحجرية
لوحة من المملكة الوسطى
خدمت اللوحات في مصر القديمة العديد من الأغراض، من الجنائزية إلى تحديد المنطقة وقرارات النشر.اشتهر المصريون بشواهدهم التي يعود تاريخ أقدمها إلى منتصف إلى أواخر الألفية الثالثة قبل الميلاد. الألواح الحجرية هي ألواح حجرية تخدم أغراضًا عديدة، من الجنائز إلى تعليم المنطقة وقرارات النشر. كانت الصور والنصوص متشابكة ومكتوبة بشكل وثيق، ونقشت بارزة، أو مرسومة على اللوحات. في حين أن معظم اللوحات كانت أطول من عرضها، فقد اتخذت الألواح بعدًا أفقيًا واستخدمتها قائمة صغيرة من كبار الشخصيات المصرية القديمة أو زوجاتهم. يشكل العدد الهائل من اللوحات التي بقيت من مصر القديمة أحد أكبر وأهم مصادر المعلومات عن تلك الحضارات.
تم بناء اللوحات الجنائزية بشكل عام على شرف المتوفى وزينت بأسمائهم وألقابهم. بينما كانت بعض اللوحات الجنائزية على شكل مسلات بلاطة.عند استخدامها لأغراض جنائزية، عادة ما يتم طلب الألواح من قبل كبار الشخصيات وزوجاتهم. كما أنها كانت بمثابة عتبات أبواب في وقت مبكر من الألفية الثالثة قبل الميلاد.
كما تم استخدام مسلات لنشر القوانين والمراسيم، لتسجيل مآثر وتكريم الحاكم، أو تحديد الأراضي المقدسة أو الممتلكات المرهونة، أو لإحياء ذكرى الانتصارات العسكرية. إن الكثير مما نعرفه عن ممالك وإدارات الملوك المصريين هو من اللوحات العامة والخاصة التي سجلت ألقاب بيروقراطية ومعلومات إدارية أخرى.
تم استخدام العديد من اللوحات كعلامات إقليمية لتحديد ملكية الأرض. أشهرها كان يستخدم في تل العمارنة خلال عصر المملكة المصرية الحديثة تحت حكم أخناتون. بالنسبة للكثير من التاريخ المصري، بما في ذلك المملكة الوسطى، تم استخدام المسلات التي أقيمت في أزواج لتمييز مداخل المعابد. أقدم مسلة معبد لا تزال في موقعها الأصلي هي مسلة الجرانيت الأحمر لسنوسرت الأول (الأسرة الثانية عشرة) في المطرية في هليوبوليس الحديثة. كانت المسلة هي الرمز والمكان المدرك لوجود إله الشمس رع.

## عمارة المملكة المصرية الوسطى
عمارة المملكة الوسطى
عندما استعاد الملوك المصريين في المملكة الوسطى ازدهار البلاد واستقرارها، كان هناك عودة لمشاريع البناء. عندما ضمنت مصر الأمن العسكري والسياسي والثروة الزراعية والمعدنية الهائلة، ازدهرت هندستها المعمارية. استمر بناء المقابر الكبرى على شكل أهرامات في جميع أنحاء المملكة الوسطى، إلى جانب القرى والمدن والحصون. يُعرف عهد أمنمحات الثالث على وجه الخصوص باستغلاله للموارد، حيث تم تشغيل معسكرات التعدين - التي كانت تستخدم سابقًا فقط من قبل البعثات المتقطعة - على أساس شبه دائم. ساعدت قوة عاملة كبيرة من المستوطنين الكنعانيين من الشرق الأدنى في حملات التعدين والبناء.
استخدم المهندسون المعماريون المصريون القدماء الطوب المجفف بالشمس والحجر الرملي الناعم والحجر الجيري والجرانيت لأغراض البناء. كما هو الحال في المملكة القديمة، كان الحجر في الغالب مخصصًا للمقابر والمعابد، بينما كان الطوب يستخدم للقصور والحصون والمنازل اليومية وأسوار المدينة. تم جمع الطين من نهر النيل القريب، ووضعه في قوالب، وتركه ليجف ويتصلب في الشمس الحارقة حتى تشكل الطوب للبناء. قام المهندسون المعماريون بتخطيط جميع أعمالهم بعناية، حيث قاموا بتركيب أحجارهم وطوبهم معًا بدقة. تم استخدام المنحوتات الهيروغليفية والمصورة بألوان زاهية بكثرة لتزيين الهياكل المصرية، وكانت الزخارف مثل الجعران والخنفساء المقدسة والقرص الشمسي والنسر شائعة.
الهرم الأسود لأمنمحات الثالث
تم بناء الهرم الأسود، وهو أول من سكن الملك وملكاته، لأمنمحات الثالث. إنه أحد الأهرامات الخمسة المتبقية من الأهرامات الأحد عشر الأصلية في دهشور في مصر. أُطلق على الهرم في الأصل اسم «أمينمحات» وهو الأقوياء، وقد أطلق عليه اسم «الهرم الأسود» لمظهره المظلم المتحلل باعتباره كومة من الأنقاض.
يعتبر الهرم الأسود نموذجيًا بالنسبة لأهرامات الدولة الوسطى، على الرغم من أنه مغطى بالحجر الجيري، إلا أنه مصنوع من الطوب والطين بدلاً من الحجر. تتكون الهياكل الموجودة على مستوى الأرض من المدخل المفتوح إلى الفناء والمعبد الجنائزي، وتحيط بهما صخور طبيعية. غُطيت قمة الهرم بالنقوش والرموز الدينية. الجدران هناك مجموعتان من الجدران. فيما بينها عشرة قبور عمودية، وهي نوع من هياكل الدفن المكونة من قبور مبنية.

## القرى والحصون العمالية
غالبًا ما يتم بناء قرى العمال بالقرب من مواقع بناء الأهرامات. كاهون (المعروفة أيضًا باسم اللاهون)، على سبيل المثال، هي قرية ارتبطت بهرم سنوسرت الثاني. تم وضع المدينة في مخطط منتظم، مع جدران المدينة المبنية من اللبن من ثلاث جهات. لم يتم العثور على أي دليل على جدار رابع، والذي ربما يكون قد انهار وجرف خلال الغمر السنوي. كانت البلدة مستطيلة الشكل ومقسمة داخلياً بجدار من الطوب اللبن كبير وقوي مثل الجدران الخارجية. يقسم هذا الجدار حوالي ثلث مساحة البلدة، وفي هذه المنطقة الأصغر كانت المنازل تتكون من صفوف من منازل متجاورة ومتجاورة. احتوت المنطقة الأكبر، التي كانت أعلى منحدرًا وبالتالي استفادت من أي نسيم تهب، على عدد أقل بكثير من الفلل الكبيرة متعددة الغرف، ربما يشير إلى فصل طبقي بين العمال والمشرفين. ومن السمات الرئيسية للمدينة ما يسمى بمبنى «الأكروبوليس». تشير قواعد أعمدة ها إلى أهميتها.
كان سنوسرت الثالث ملكًا محاربًا ساعد المملكة الوسطى في الوصول إلى ذروة ازدهارها. في عامه السادس، أعاد تجريف قناة من المملكة القديمة حول الشلال الأول لتسهيل السفر إلى النوبة العليا، مستخدمًا ذلك لإطلاق سلسلة من الحملات الوحشية. بعد انتصاراته، بنى سنوسرت الثالث سلسلة من الحصون الضخمة في جميع أنحاء البلاد لتأسيس الحدود الرسمية بين الفتوحات المصرية والنوبة التي لم يتم احتلالها. كان بوهين أقصى شمال خط من الحصون على مسافة إشارات من بعضها البعض. امتدت القلعة نفسها لأكثر من 150 مترًا على طول الضفة الغربية لنهر النيل، وتغطي 13000 متر مربع، وكان داخل جدارها بلدة صغيرة تم وضعها في نظام شبكي. في ذروتها، ربما كان عدد سكانها حوالي 3500 شخص. تضمنت القلعة أيضًا إدارة المنطقة المحصنة بأكملها. تضمنت تحصيناته خندقًا بعمق ثلاثة أمتار، وجسور متحركة، وحصون، ودعامات، وأسوار، وأسوار، وثغرات، ومنجنيق. كانت سماكة أسوار القلعة خمسة أمتار وارتفاعها عشرة أمتار.

## مجمع معابد الكرنك
مجمع معبد الكرنك
يعتبر مجمع معبد الكرنك مثالاً على العمارة الجميلة التي بدأت خلال عصر الدولة الوسطى واستمرت خلال العصر البطلمي. بناه سنوسرت الأول، وكان يتألف من مزيج واسع من المعابد والأبراج والمباني الأخرى.